# Li Chung-čung
Li Chung-čung (čínsky pchin-jinem Lǐ Hóngzhōng, znaky zjednodušené 李鸿忠; * 13. srpna 1956) je čínský komunistický politik, člen politbyra (od 2017) a první místopředseda stálého výboru Všečínského shromáždění lidových zástupců (parlamentu, od 2023). Předtím řídil tchienťinskou městskou organizaci Komunistické strany Číny jako tajemník městského výboru strany (2016–2022), byl tajemníkem chupejského provinčního výboru KS Číny (2010–2010) a guvernérem Chu-peje (2007–2011). Od roku 2002 působí v širším vedení KS Číny jako kandidát (2002–2012) a člen (od 2012) ústředního výboru KS Číny. Pochází z severovýchodní provincie Liao-ning, velkou část kariéry (léta 1988–2007) strávil v jihočínské provincii Kuang-tung, kde působil ve vedoucích funkcích v Chuej-čou a Šen-čenu.

## Život
Li Chung-čung se narodil 13. srpen 1956 v Šen-jangu v provincii Liao-ning. V letech 1975–1978 pracoval na venkově, přitom roku 1976 vstoupil do Komunistické strany Číny. Roku 1978 byl přijat na katedru historie na Ťilinské univerzitě. Po jejím absolvování pracoval na úřadu městské vlády v Šen-jangu, poté jako tajemník na ministerstvu elektronického průmyslu.
V roce 1988 byl vyslán do provincie Kuang-tung, kde strávil následující dvě desetiletí. Postupně zastával funkci zástupce starosty, starosty a stranického šéfa města Chuej-čou (1988–2001), poté náměstka guvernéra Kuang-tungu. Delegáti XVI. sjezdu KS Číny v listopadu 2002 ho zvolili kandidátem ústředního výboru (znovuzvolen 2007). V roce 2003–2007 pak vykonával funkce úřadujícího starosty, starosty a tajemníka městské organizace komunistické strany města Šen-čen, nejvýznamnější čínské zvláštní ekonomické zóny.
V listopadu 2007 byl přeložen do provincie Chu-pej, kde se ujal funkce zástupce tajemníka provinčního výboru KS Číny, guvernéra Chu-peje a nakonec v prosinci 2010 tajemníka provinčního výboru KS Číny. Na XVIII. sjezdu KS Číny v listopadu 2012 byl zvolen členem ústředního výboru (znovuzvolen 2017 a 2022).
V září 2016 byl Li Chung-čung zvolen tajemníkem městského výboru komunistické strany v Tchien-ťinu, kde nahradil Chuang Sin-kua odvolaného kvůli korupci. Po XIX. sjezdu KS Číny v říjnu 2017 byl ústředním výborem zvolen členem politbyra, jak se očekávalo vzhledem k jeho funkci v Tchieng-ťinu.
Na následujícím XX. sjezdu KS Číny v říjnu 2022 byl potvrzen v politbyru. V prosinci 2022 předal vedení stranické organizace v Tchien-ťinu Čchen Min-erovi a v březnu 2023 byl zvolen prvním místopředsedou stálého výboru Všečínského shromáždění lidových zástupců (parlamentu).